# رحلة الخط العربي في ظلال المصحف الشريف (كتاب)
رحلة الخط العربي في ظلال المصحف الشريف كتاب من تأليف المهندس إبراهيم بن يوسف الفخرو.
جاء الكتاب في 350 صفحة من القَطْع الكبير، ليعرض فيها صورًا لجميع المراحل التي مر بها الخط العربي في تاريخه، من خلال عرض نماذج أخاذة من المقتنيات الشخصية للمؤلف. وهو يمثل موسوعة فنية شاملة، يقدم الفخرو من خلالها مجموعة مميزة من روائع الحروفية والخط العربي، تعكس تطور الخط العربي وفنونه وجمالياته بالتناغم مع توسع الإسلام وانتشاره في الأمم والأقطار والأمصار، وانعكاس ذلك على جمالياته وخطوطه وفنونه.
تتبع الكتاب رحلة الخط العربي وحددها في خمس مراحل أساسية: تبدأ بمرحلة ولادة الخط العربي، ثم مرحلة الارتقاء والتطوير، ثم مرحلة الازدهار على أيدي العثمانيين نظير ما أولوه من عناية واهتمام بخط المصحف الشريف، ثم مرحلة الطباعة ودورها في انتشار الخط العربي، وأولى ترجمات معاني المصحف الشريف، مختتما رحلته مع الخط العربي بما وصلت إليه فنون خط المصحف الشريف في العصر الحديث، وما يحظى به من عناية وتذهيب وزخرفة تضفي عليه بهاءً وجلالا.

## ملخص الكتاب
يتكون الكتاب من مقدمة وثلاثة عشر فصلاً وخاتمة وقائمة بأسماء المراجع والمصادر.
بدأ المؤلف المقدمة بتعريف الخط العربي ورغبته بنقل تصوره في تطور الخط العربي وحصره في خمسة مراحل بادئاً بولادة الخط ثم مرحلة الارتقاء والتطوير مروراً بالعثمانيين ثم الطباعة ودورها في التأثير على الخط خاتماً رحلته بأجمل المصاحف المطبوعة في العصر الحديث.
في الفصل الأول يرى أن جذور الخط العربي فيها اختلاف في أصل النشأة، فمنهم من يجد أن الخطوط ممتدة من آدم عليه السلام إلى الحضريين مرورا بالأنباط. وفي الفصل الثاني (المرحلة الأولى) يتحدث عن بداية رحلة الخط العربي مع نزول أول كلمة قرآنية نزلها الله وهي اقرأ أي اقرأ ما هو مكتوب، ثم تحدث عن هيئة الخط قبيل البعثة النبوية وبعدها بهدف الإلمام بشكل الخط العربي آنذاك، ثم دور الإسلام في تطور الخط العربي حيث كان معروفا بالحجاز ومحصورا بين مجموعة من البشر وكان الرسول صلى الله عليه وسلم مدركا ما للكتابة من أهمية ومكانة لتقدم تنظيم الدولة الإسلامية. ثم تحدث عن جمع القرآن في عهد الصحابة وكتابته بعد ذلك، وأوضح الكتاب الآيات التي تتكلم عن الكتابة (فليكتب بينكم) (والقلم ومايسطرون)، ثم تحدث عن مراحل ضبط الكتابة العربية من مرحلة التشكيل إلى التنقيط والترقيم. ثم تلى ذلك الفصل الثالث حيث عرض صوراً عن خطوط المصاحف المكرمة في مرحلة ولادة الخط العربي.
وفي الفصل الرابع (المرحلة الثانية) عرض موضوع الخط العربي في رحلته للارتقاء والتطوير حيث ظهرت خطوطاً جديدة بعضها اندثر مثل الخط المحقق والخط الريحاني وبعضها لا يزال إلى يومنا هذا كالثلث والنسخ، وذكر أهم الخطاطين ودورهم في تطوير الخط وابتكار أنواعا جديدة من الخطوط مثل ابن البواب وياقوت المستعصمي. وذكر أيضا امتداد الخط العربي الزمكاني. وفي الفصل الخامس عرض نماذجا تبين هذا التطور المقترن بالزمكان فعلى الصعيد الزماني عرض مصاحف في الفترة العباسية والمملوكية والأليخانية وغيرها... أما على الصعيد الجغرافي/ المكاني فقد عرض مصاحف عربية كتبت في الصين وفي الهند وأفريقيا والمغرب وإيران، ومن الملاحظ على هذه المصاحف أنها كتبت بالخط العربي ولكن بطابعها الجغرافي الخاص.
وفي الفصل السادس (المرحلة الثالثة) تحدث عن دور العثمانيين في الخط العربي حيث اهتموا بوضوحه وجماليته. وفي الفصل السابع عرض مصاحف خلال الحقبة العثمانية بعضها منسوب لأشهر الخطاطين مثل حمد الله الأماسي والحافظ عثمان وأحمد قره حصاري.
وفي الفصل الثامن تحدث عن زخرفة المصاحف حيث اهتم المسلمون بزخرفة المصاحف بأجود المواد كالذهب، وفي الفصل التاسع عرض نماذج مختارة للزخرفة المملوكية والعثمانية والصفوية والقاجارية والكشميرية والباكستانية.
أما الفصل العاشر (المرحلة الرابعة) فتطرق لتاريخ طباعة المصاحف المكرمة ودور الطباعة في التأثير على الخط العربي، حيث طبع أول مصحف في التاريخ في ألمانيا عام 1694م، ثم لاحقا ذكر طباعة المصاحف في الدول الإسلامية، فذكر أن أول مصحف طبع في دولة إسلامية كان في قازان، وأخيرا العربية في مصر. وعرض في الفصل الحادي عشر نماذج لأوائل المصاحف المطبوعة.
وفي الفصل الثاني عشر (المرحلة الخامسة والأخيرة) تحدث عن المصاحف الحديثة والإبداع فيها حيث جعل للمصاحف رونقا خاصا في هذه الفترة مثل مصحف قطر ومصحف المدينة المنورة واختتم الفصل بحمة رائعة ومقولة شهيرة بدأ بسؤال القارئ: هل يمكن أن يستمر الخط العربي بالتطور؟! وأجاب الكاتب عن سؤاله من خلال حادثة شهيرة حدثت بين الخطاط العثماني الحافظ عثمان والسلطان مصطفى الثاني، حيث كان السلطان مصطفى الثاني / أي السلطان العثماني يمسك الدواة للخطاط ليخط حروفه/ سلطاناً قوياً ونفوذه صخب. ويقصد: إذا حصل ذاك يحصل هذا. وفي نهاية المطاف، عرض في الفصل الأخير من الكتاب نماذج من أبرز المصاحف الحديثة في عصرنا هذا.

## المؤلف
هو المهندس إبراهيم بن يوسف بن عبد الله آل حسن الفخرو، قطري. أقام عدةَ معارض تتعلقُ بالخط العربي، والفن الإسلامي، وسيرة الرسول صلى الله عليه وسلم. تخرّج بدرجة البكالوريوس من جامعة قطر كمهندس كهرباء، وحصل فيما بعد على دبلوم في الإدارة. تولى عدة مناصب حيث عين مديراً عاماً لغرفة التجارة والصناعة في قطر، كما عين رئيسًا تنفيذيًا لعدة شركات قطرية وخليجية رائدة.

## وصلات خارجية
- حفل تدشين الكتاب على يوتيوب